# Bismuthine
La bismuthine (nom IUPAC : bismuthane) est un composé inorganique de formule BiH3. C'est l'analogue structurel le plus lourd de l'ammoniac, et un composé instable, se décomposant en bismuth métallique et en dihydrogène à des températures mêmes inférieures à 0 °C.
Ce composé adopte une structure de type pyramide trigonale, comme prédit par la théorie VSEPR, mais avec des angles H-Bi-H proches de 90°.
Le terme bismuthine peut aussi servir à désigner les composés d'organobismuth(III) de formule générale BiR3, où R est un radical organique. Par exemple, Bi(CH3)3 est la formule de la triméthylbismuthine.

## Synthèse
La bismuthine a été détectée la première fois en traitant un alliage de bismuth et de magnésium à l'acide.
BiH3 peut être préparée par redistribution de la méthylbismuthine (BiH2Me), :
3 BiH2Me → 2 BiH3 + BiMe3
La méthylbismuthine, thermiquement instable, peut être produite par la réduction du dichlorure de méthylbismuth, BiCl2Me par LiAlH4,.

## Réactivité
Comme le laisse prévoir le comportement de SbH3, BiH3 est instable au dessus de −45 °C — à cause de la longueur excessive de ses liaisons — et se décompose selon l'équation :
2 BiH3 → 3 H2 + 2 Bi (ΔHf'ogas = −278 kJ/mol)
La méthode utilisée pour détecter l'arsenic (le « test de Marsh ») peut aussi être utilisée pour détecter BiH3. Ce test repose sur la décomposition thermique de ces trihydrures avec la formation de miroirs métalliques d'As, Sb, ou Bi. Ces dépôts peuvent ensuite être distingués via leurs caractéristiques de solubilité : As se dissout dans NaOCl, Sb se dissout dans le polysulfure d'ammonium tandis que Bi ni dans l'un ni dans l'autre.

## Propriétés
La bismuthine bout à 16,8 °C.